# 田野安蛛
田野安蛛（学名：Anahita fauna）为栉足蛛科安蛛属的动物。分布于朝鲜、日本、台湾岛以及中国大陆的浙江、香港、北京、吉林、安徽等地，多栖息于草丛和稻田。该物种的模式产地在日本。